# Jordan Emanuel
Jordan Emanuel (Baltimora, 17 agosto 1994) è una modella statunitense.

## Carriera
È stata nominata "Playmate del mese" per la rivista Playboy nel dicembre 2018 e "Playmate dell'anno 2019". È la seconda playmate di origini africane ad diventare Playmate of the Year dopo Ida Ljungqvist (2009).